# Province de Huancavelica
La province de Huancavelica (en espagnol : Provincia de Huancavelica) est l'une des sept  provinces de la région de Huancavelica, dans le centre du Pérou. Son chef-lieu est la ville de Huancavelica.

## Géographie
La province couvre une superficie de 4 215,56 km2. Elle est limitée au nord par la province de Tayacaja, à l'est par les provinces de Churcampa, d'Angaraes et d'Acobamba, au sud par la province de Huaytará et la province de Castrovirreyna, et à l'ouest par la région de Lima.

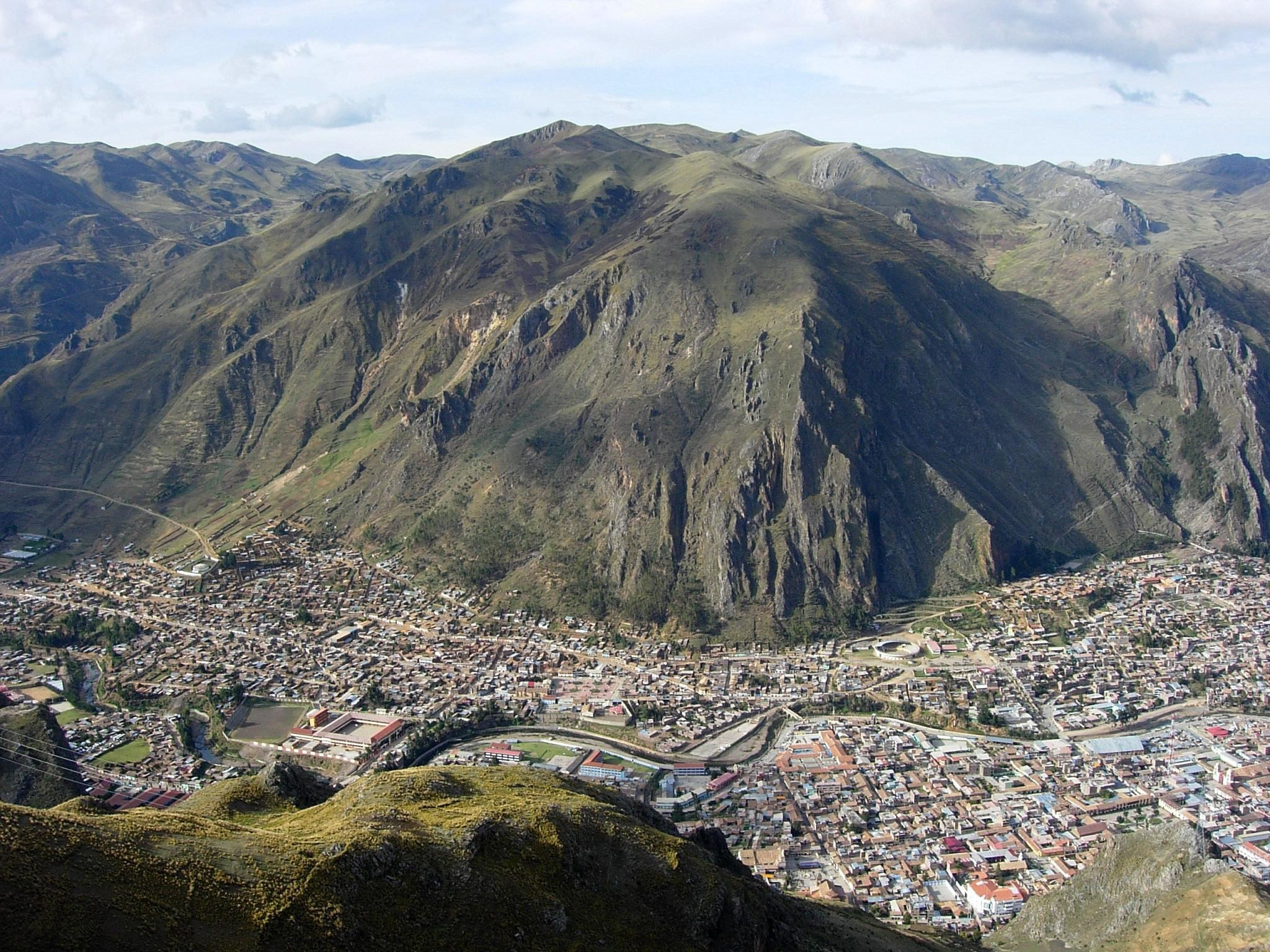
Huancavelica

## Population
La population de la province s'élevait à 142 723 habitants en 2007.

## Subdivisions
La province de Huancavelica est divisée en dix-neuf districts :
- Acobambilla
- Acoria
- Ascención
- Conayca
- Cuenca
- Huachocolpa
- Huando
- Huancavelica
- Huayllahuara
- Izcuchaca
- Laria
- Manta
- Mariscal Cáceres
- Moya
- Nuevo Occoro
- Palca
- Pilchaca
- Vilca
- Yauli